# Новая Уза
Новая Уза (бел. Новая Уза) — посёлок в Морозовичском сельсовете Буда-Кошелёвского района Гомельской области Белоруссии.

## География

### Расположение
В 4 км на юго-запад от районного центра и железнодорожной станции Буда-Кошелёвская (на линии Жлобин — Гомель), 40 км от Гомеля.

### Гидрография
На южной окраине река Уза (приток реки Сож).

## Транспортная сеть
Транспортные связи по просёлочной, затем автомобильной дороге Буда-Кошелёво — Гомель. Планировка состоит из прямолинейной почти меридиональной улицы, застроенной деревянными домами усадебного типа.

## История
Основан в начале 1920-х годов переселенцами с соседних деревень на бывших помещичьих землях. В 1929 году жители посёлка вступили в колхоз. В 1959 году в составе совхоза «Морозовичи» (центр — деревня Морозовичи).

## Население

### Численность
- 2004 год — 17 хозяйств, 30 жителей.

### Динамика
- 1959 год — 131 житель (согласно переписи).
- 2004 год — 17 хозяйств, 30 жителей.